# Fédération internationale de polo
Pour les articles homonymes, voir FIP.
La Fédération internationale de polo (Federation of International Polo en anglais) (ou FIP) est une association de fédérations nationales fondée en 1982 ayant pour vocation de gérer et de développer le polo dans le monde. Elle regroupe 48 associations nationales.

## Histoire
Discipline très ancienne, le polo manqua longtemps d'une structure internationale. Cette lacune est comblée en avril 1982 avec la fondation de la FIP, dont le premier président est l'Argentin Marcos Uranga. La FIP organise la première Coupe du monde de polo en 1987. Elle se dispute tous les trois ans.
Depuis 1998, la FIP est reconnue officiellement par le Comité international olympique.

## Organisation
La fédération est dirigée par un président, le Britannique Nicholas Colquhoun-Denvers depuis 2014, assisté de vice-présidents, un comité exécutif et un conseil d'administration.
| Période | Période | Identité                   | Nationalité |
| ------- | ------- | -------------------------- | ----------- |
| 1982    | 1997    | Marcos Uranga              | Argentine   |
| 1997    | 2006    | Glen Holden                | États-Unis  |
| 2006    | 2009    | Patrick Guerrand-Hermès    | France      |
| 2009    | 2010    | James Ashton               | Australie   |
| 2010    | 2012    | Eduardo J. Huergo          | Argentine   |
| 2012    | 2014    | Richard T. Caleel          | États-Unis  |
| 2014    |         | Nicholas Colquhoun-Denvers | Angleterre  |

## Membres et licenciés
Une association nationale est membre de plain droit si elle fournit des informations sur l'appartenance à la FIP et paie l'intégralité des cotisations ; elle peut participer à tous les programmes FIP. Leurs délégués ont le droit de vote et sont éligibles comme officiers, membres de comités et au conseil d'administration. L'association nationale du pays et ses membres peuvent participer et bénéficier de toutes les activités du FIP.
- Catégorie A: Pays où le polo est plus développé.
- Catégorie B: Pays avec plus de 100 joueurs inscrits hors catégorie "A".
- Catégorie C: Pays Jusqu'à 100 joueurs inscrits hors catégorie "B".

Une association nationale est membre correspondant si elle ne paie pas la totalité des frais d'adhésion et, par conséquent, ne participe ni ne profite d'aucun programme ou événement du FIP.
La FIP distingue cinq zones
- Zone A : Amérique du Nord et centrale
- Zone B : Amérique du Sud
- Zone C : Europe
- Zone D : Asie pacifique
- Zone E : Sous-continents indien, Afrique et Moyen-Orient

| Pays                   | Fédération nationale                                | Statut               | Zone   | Nombre de licenciés |
| ---------------------- | --------------------------------------------------- | -------------------- | ------ | ------------------- |
| Argentine              | Asociacion Argentina de Polo                        | Full Member - A      | Zone B | 1614                |
| Australie              | Australian Polo Council                             | Full Member - B      | Zone D | 770                 |
| Autriche               | Austrian Polo Association                           | Full Member - C      | Zone C | 31                  |
| Azerbaïdjan            | Equestrian Sports Federation of Azerbaijan Republic | Corresponding Member | Zone C |                     |
| Autriche               | Austrian Polo Association                           | Full Member - C      | Zone C |                     |
| Bahamas                | Bahamas Polo Foundation                             | Corresponding Member | Zone A |                     |
| Barbade                | Barbados Polo Association                           | Corresponding Member | Zone A |                     |
| Belgique               | Belgium Polo Association                            | Full Member - C      | Zone C | 44                  |
| Bolivie                | Asociación Boliviana de Polo                        | Full Member - C      | Zone B |                     |
| Brésil                 | Confederação Brasileira de Polo                     | Full Member - B      | Zone B | 288                 |
| Brunei                 | Brunei Equine Association                           | Corresponding Member | Zone D |                     |
| Canada                 | Canadian Polo Association                           | Full Member - B      | Zone A | 217                 |
| Chili                  | Federacion Chilena de Polo                          | Full Member - B      | Zone B | 593                 |
| Chine                  | Hong Kong Polo Development & Promotion Federation   | Full Member - C      | Zone D |                     |
| Colombie               | Corporacion Colombian de Polo Association           | Corresponding Member | Zone B | 106                 |
| Costa Rica             | Asociacion de Polo de Costa Rica                    | Full Member - C      | Zone A | 28                  |
| République tchèque     | Ceska Polo Associace                                | Corresponding Member | Zone C |                     |
| République dominicaine | Asociación Dominicana de Polo                       | Full Member - C      | Zone A | 96                  |
| Équateur               | Asociasion Ecuatoriana de Polo                      | Full Member - C      | Zone B | 44                  |
| Égypte                 | Egyptian Polo Federation                            | Full Member - C      | Zone E | 80                  |
| Salvador               | El Salvador                                         | Contact Member       | Zone A |                     |
| Angleterre             | Hurlingham Polo Association                         | Full Member - A      | Zone C | 2470                |
| Finlande               | Finnish Polo Association                            | Corresponding Member | Zone C | 10                  |
| France                 | Fédération Française de Polo                        | Full Member - B      | Zone C | 384                 |
| Allemagne              | Deutscher Polo Verband                              | Full Member - B      | Zone C | 204                 |
| Guatemala              | Asociacion Nacional de Polo                         | Full Member - C      | Zone A | 69                  |
| Hongrie                | Hungarian Polo Association                          | Full Member - C      | Zone C |                     |
| Inde                   | Indian Polo Association                             | Full Member - B      | Zone E | 95                  |
| Indonésie              | Indonesian Polo Association                         | Corresponding Member | Zone D |                     |
| Iran                   | Iran Polo Federation                                | Full Member - B      | Zone E | 64                  |
| Irlande                | All Ireland Polo Club                               | Full Member - C      | Zone C | 62                  |
| Italie                 | FISE Federazione Italiana Sport Equestri            | Full Member - B      | Zone C | 110                 |
| Jamaïque               | Jamaica Polo Association                            | Full Member - C      | Zone A | 64                  |
| Japon                  | Japan Polo Federation                               | Full Member - C      | Zone D | 26                  |
| Jordanie               | Royal Jordanian Polo Club                           | Corresponding Member | Zone E | 19                  |
| Kenya                  | Kenya Polo Association                              | Corresponding Member | Zone E |                     |
| Kazakhstan             | Kazakhstan Polo Federation                          | Full Member - C      | Zone C |                     |
| Corée du Sud           | Korean Polo Association                             | Corresponding Member | Zone D | 3                   |
| Liban                  | Lebanese Polo Committee                             | Corresponding Member | Zone E |                     |
| Luxembourg             | Federation Luxenbourgeoise de Polo                  | Full Member - C      | Zone C |                     |
| Liechtenstein          | Liechtenstein Polo Association                      | Full Member - C      | Zone C |                     |
| Malaisie               | Royal Malaysian Polo Association                    | Full Member - B      | Zone D |                     |
| Malte                  | The Malta Polo Club                                 | Full Member - C      | Zone C | 24                  |
| Mexique                | Federacion Mexicana de Polo                         | Full Member - B      | Zone A | 100                 |
| Monaco                 | Federation de Monte Carlo de toutes les disciplines | Full Member - C      | Zone C |                     |
| Mongolie               | Mongolia Polo Federation                            | Full Member - C      | Zone D | 16                  |
| Maroc                  | Federation Royale Marocaine de Polo                 | Full Member - C      | Zone E | 30                  |
| Pays-Bas               | Stichting Polo Nederland                            | Full Member - C      | Zone C | 77                  |
| Nouvelle-Zélande       | New Zealand Polo Association                        | Full Member - B      | Zone D | 340                 |
| Nicaragua              | Asociación de Polo de Nicaragua                     | Corresponding Member | Zone A |                     |
| Nigeria                | Nigeria Polo Federation                             | Full Member - B      | Zone E | 10                  |
| Norvège                | The Norwegian Polo Club                             | Corresponding Member | Zone C |                     |
| Oman                   | Royal Oman Polo Club                                | Full Member - C      | Zone E | 24                  |
| Pakistan               | Pakistan Polo Association                           | Full Member - C      | Zone E | 98                  |
| Paraguay               | Federación Paraguaya de Polo                        | Full Member - C      | Zone B | 55                  |
| Pérou                  | Federacion Deportiva Peruana de Polo                | Full Member - C      | Zone B | 82                  |
| Philippines            | Manila Polo Club                                    | Corresponding Member | Zone D |                     |
| Pologne                | Polish Polo Association                             | Full Member - C      | Zone C | 20                  |
| Portugal               | Associação Portuguesa de Polo                       | Full Member - C      | Zone C |                     |
| Qatar                  | Qatar Polo Association                              | Corresponding Member | Zone E |                     |
| Russie                 | Russian Polo Players Federation                     | Full Member - C      | Zone C | 15                  |
| Saint-Marin            | Associazione Polo San Marino                        | Corresponding Member | Zone C | 5                   |
| Singapour              | Polo Association of Singapore                       | Full Member - C      | Zone D | 73                  |
| Slovaquie              | Slovak Polo Association                             | Full Member - C      | Zone C |                     |
| Afrique du Sud         | South African Polo Association                      | Full Member - B      | Zone E | 430                 |
| Espagne                | Real Federación Española de Polo                    | Full Member - B      | Zone C | 726                 |
| Suède                  | Swedish Polo Association                            | Full Member - C      | Zone C | 33                  |
| Suisse                 | Swiss Polo Association                              | Full Member - B      | Zone C | 84                  |
| Thaïlande              | Thailand Polo Association                           | Full Member - C      | Zone D | 28                  |
| Tunisie                | Carthago Polo Club                                  | Corresponding Member | Zone E |                     |
| Turquie                | Turkish National Polo Association                   | Full Member - C      | Zone C | 5                   |
| Émirats arabes unis    | United Arab Emirates Polo                           | Full Member - C      | Zone E |                     |
| Uruguay                | Asociación Uruguaya de Polo                         | Full Member - C      | Zone B | 63                  |
| États-Unis             | United States Polo Association                      | Full Member - A      | Zone A | 4147                |
| Zimbabwe               | Zimbabwe Polo Association                           | Corresponding Member | Zone E |                     |
| Zambie                 | Zambia Polo Association                             | Contact Member       | Zone E |                     |
| Ouganda                | Uganda Polo Association                             | Contact Member       | Zone E |                     |
| Roumanie               | Royal Polo Club Rasnov                              | Corresponding Member | Zone C |                     |
| Koweït                 | Kuwait Polo Association                             | Full Member - C      | Zone E |                     |